# 680 N Lake Shore Drive
680 N Lake Shore Drive (también conocido como Lake Shore Place) es un edificio de 29 pisos ubicado en el vecindario Streeterville de Chicago (Estados Unidos). Originalmente llamado American Furniture Mart, se completó en 1926. Las dos mitades fueron diseñadas por separado: la mitad este por Raeder, George C. Nimmons y Max Dunning; y la mitad occidental por Nimmons y Dunning solo. Con 144 m de altura, abarca toda la cuadra entre Lake Shore Drive y McClurg Court. Era el edificio más grande del mundo cuando se completó.

## Arquitectura
La construcción de American Furniture Mart se llevó a cabo en dos fases: la sección este se completó en 1923 y la parte oeste (incluida la torre) en 1926. La mitad este está construida con hormigón armado, mientras que la mitad oeste, así como la torre, son de acero. Un artículo periodístico de 1959, basado en reminiscencias del presidente del edificio, afirmó que el edificio incluía provisiones para amarrar aeronaves, pero no aparece nada sobre aeronaves en las descripciones del edificio cuando estaba siendo planificado o construido.
El edificio fue convertido por David L. Paul en condominio y espacio de oficinas entre 1979 y 1984. Paul contrató a Lohan Associates, Inc. para que fuera uno de los dos arquitectos. El concepto de diseño fue de Paul. Ahora alberga 415 unidades de condominio divididas entre las tres asociaciones de condominios separadas del edificio: la Torre, el Lago y las residencias del Sur. También hay 39 019 m² de oficinas comerciales, 6039 m² de espacio comercial y siete niveles de estacionamiento bajo techo.

## Historia
Durante sus primeras décadas como American Furniture Mart, la dirección del edificio era 666 North Lake Shore Drive. En 1984, Chemical Bank presentó una acción de ejecución hipotecaria contra David Paul, que finalmente ganó Chemical. Chemical anunció que cambiaría la dirección del edificio de 666 N Lake Shore Drive a 680 N Lake Shore Drive a partir del 1 de mayo de 1988, oficialmente como una forma de disociar el edificio de sus problemas financieros anteriores. Se especuló que el cambio de dirección tenía la intención de eliminar el estigma de que el edificio tuviera el número "666", como en el Número de la Bestia del Libro de Apocalipsis, o por la insistencia de Playboy Enterprises que en ese momento estaba considerando un mudarse al edificio. Representantes tanto del agente de administración del edificio como de Playboy negaron que estuvieran preocupados por el uso de ese número en la dirección.
Más tarde, en 1988, unos meses después del cambio de dirección, Playboy Enterprises trasladó su sede corporativa de su ubicación en el Palmolive Building a la ubicación en 680 N Lake Shore Dr. En consecuencia, el 680 se conoció coloquialmente como el "Nuevo edificio Playboy". Playboy trasladó todas sus oficinas fuera de este edificio en 2012, y el letrero de Playboy se quitó de la entrada de la calle Erie al edificio.
Otro inquilino notable fue la estación de radio WCFL (AM). Tuvieron sus estudios aquí desde 1931 hasta 1964. En ese momento, trasladaron las instalaciones de transmisión a Marina City, donde permanecieron durante los siguientes 25 años.
A 2017, gran parte del espacio de oficinas del edificio se alquila a inquilinos médicos. La parte comercial del edificio se vendió a TopMed Realty en 2017 por 109,5 millones.